# Kops Plateau

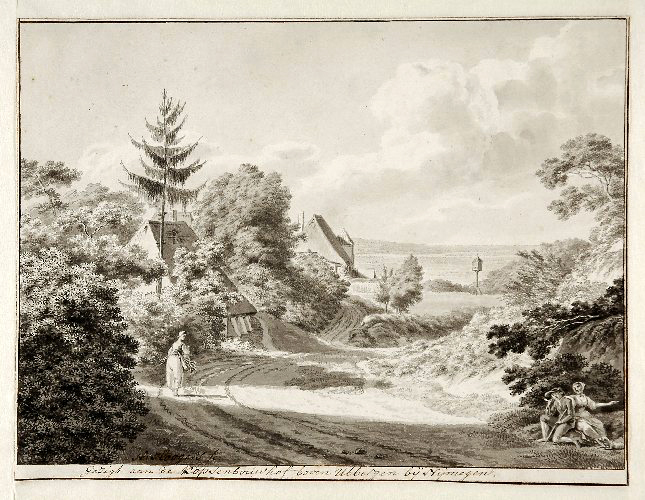
Kops Plateau zwischen 1769 und 1779, Tintenzeichnung von Hendrik Hoogers (1747–1814)

Das Kops Plateau (auch Kopse Hof genannt) ist eine Hochebene im Osten von Nijmegen in der niederländischen Provinz Gelderland, die für ihre archäologischen, insbesondere ihre römischen Funde bekannt ist.

## Lage
Das Kops Plateau liegt am südlichen Ufer der Waal, am Fuße einer steil aufragenden, glazialen Stauchmoräne aus der Saaleeiszeit, die sich von Südosten her nach Nordwesten durch das niederrheinische Flachland hindurch auf das Knie der Waal bei Nijmegen zu erstreckt. Die Moräne bildet mit ihrem nördlichen Steilhang einen natürlichen Sperrgürtel, der von einer Höhe von 65 m NAP im Südosten auf rund 10 m NAP im Nordwesten abfällt. Dabei entstand ein plateauförmiges Relief mit kleineren Einschnitten auf der Nord- und einem Tal auf der Südseite. Von diesem Höhenzug aus entfaltet sich das Rhein-Maas-Delta nach Westen. Nur der südöstliche Teil des Höhenzuges nennt sich Kops Plateau, der nordwestliche ist der so genannte Hunnerberg.

## Geschichte und Bedeutung
Die Schutz und Kontrolle gewährenden topographischen Gegebenheiten des Kops Plateaus wurden schon in prähistorischer Zeit intensiv genutzt. Unser Wissen über diese prähistorische Zeit ist begrenzt. Es basiert hauptsächlich auf Grabfunden, was bedeutet, dass zwar sehr viel über die Bestattungssitten, jedoch nur wenig über das tägliche Leben dieser frühen bäuerlichen Bevölkerung bekannt ist. Die Belegung der Gräber beginnt in der Zeit des späten Neolithikums und erstreckt sich danach über die Bronze- bis in die Eisenzeit. Die einheimische Bevölkerung bestand aus den Batavern, die als mit den Eburonen und Chatten verwandter germanischer Stamm betrachtet werden.
Die Römer erkannten die militärgeographisch günstige Beschaffenheit des Plateaus und errichteten um die Jahre 12 bis 10 v. Chr. ihr Hauptquartier auf der Ebene. Die nördliche Steilwand machte das Lager nahezu unangreifbar und die Höhenlage gewährte einen weit reichenden Einblick ins Vorfeld und ermöglichte dadurch eine schnelle Reaktion auf anrückende Angreifer. Die Forschung nimmt mit hoher Wahrscheinlichkeit an, dass Drusus persönlich, beziehungsweise nach ihm andere hochrangige Mitglieder des Kaiserhauses oder dem Kaiserhaus sehr nahe stehende, hochrangige Persönlichkeiten dort Quartier bezogen haben. Das Fundmaterial ist von erlesener Qualität und Exklusivität.
Mit dem Wechsel der römischen Germanienpolitik weg von offensiven Okkupationsplänen, hin zu einer Defensivstrategie, entstand auf dem Kops Plateau an Stelle des Hauptquartiers ein normales Auxiliarkastell für eine Ala milliaria, eine Kavallerieeinheit mit einer Besatzung von rund 1000 Soldaten. Während des Bataveraufstandes (69/70) wurde das Kastell aufgelassen und danach nicht wieder neu errichtet. Die späteren Garnisonen wurden auf dem benachbarten Hunnerberg errichtet. In rund anderthalb Kilometern Entfernung entstand die Stadt Ulpia Noviomagus Batavorum, Vorläufer des heutigen Nijmegen.
Für die Provinzialrömische Archäologie der Niederlande ist das Plateau aufgrund der Komplexität seiner Befunde sowie der Vielfalt und Hochwertigkeit seiner Funde ein erstrangiger Forschungsplatz, von dem weite Bereiche als Rijksmonumente unter Schutz gestellt worden sind.